# Бержеракский договор
Бержеракский договор (фр. Paix de Bergerac) — договор, подписанный в Бержераке 14 сентября 1577 года между королем Франции Генрихом III и лидерами гугенотов, впоследствии подтвержденный эдиктом в Пуатье 17 сентября. Это соглашение было достигнуто в рамках завершения Шестой гугенотской войны. Договор заменил Эдикт в Болье, который считался Католической лигой слишком благоприятным для протестантов. Исходя из условий договора, гугеноты получали право исповедовать свои обряды только в пригороде одного города в каждом судебном округе. В Виваре договор был признан в конце октября 1577 года.